# کسیفه
کسیفه (به لاتین: Kuseife) یک منطقهٔ مسکونی در اسرائیل است که در Beersheba Subdistrict واقع شده‌است.